# شيرازيون (مجموعة عرقية)

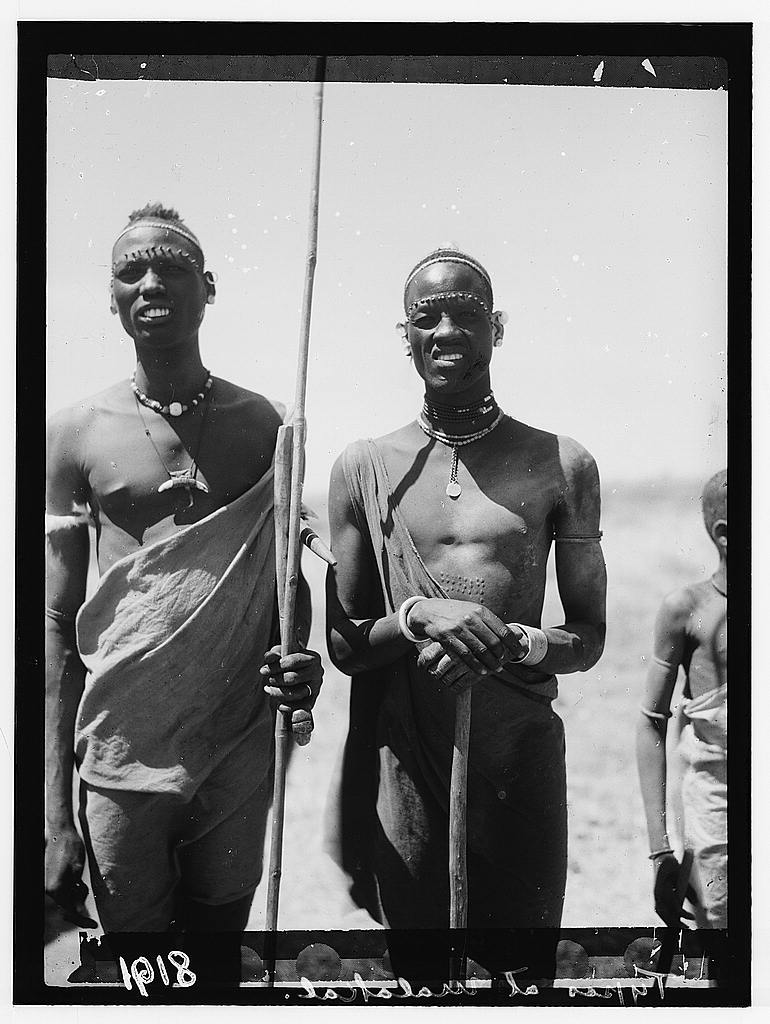

الشيرازيون هم مجموعة عرقية متفرعة من السواحليون ويعيشون على الشواطئ السواحلية [الإنجليزية] من شرق أفريقيا، ويتمركزون في جزيرة زنجبار وبمبا. ويقولون حسب تقاليدهم المحلية بأن أصلوهم من سلالة أمراء التجار من شيراز من بلاد فارس حيث سكنوا في البر السواحلي، وإن كان بعض الأكاديميين قد شككوا بأصولهم الفارسية. وهناك ادعاءات مختلفة عن سكن الأمراء التجار الفرس في سبع بلدات على طول البر السواحلي. ويتكلم الشيرازيون اللغة السواحلية مثل باقي الشعوب السواحلية، ويدينون بدين الإسلام وهم من أهل السنة والجماعة.
يوجد العديد بقايا المستوطنات في تنزانيا نسبت إلى المستوطنين الشيرازي الأوائل، ومن ضمنهم بما في ذلك اطلال تونجوني [الإنجليزية] وتومباتو وجزيرة بمبا.

## تاريخهم
في عام 933 اندلعت ثورة عارمة في إيران أتاحت لبعض السلالات الفارسية (بنو بويه) الاستيلاء على الأراضي الشيرازية، ففر بعض القادة المنهزمين عن طريق البحر، ووصلوا إلى السواحل الشرقية [الإنجليزية] من أفريقيا وذلك في أواسط القرن العاشر الميلادي، فمنهم من استقر في جزيرة زنجبار، ومنهم من استقر في جزيرة كلوى، ومنهم من استقر في جزر القمر.
وهؤلاء الشيرازيون الواصلون إلى شرق أفريقيا أصلهم عرب من العراق ورؤساؤهم ينحدرون من الخليفة العباسي هارون الرشيد علمًا بأن المنحدر السابع من هارون الرشيد هو أبو القاسم عبد الله المستكفي بالله قد خلعه أحد إخوانه، ولهذا فر من العراق مع أهله واستوطن مدينة شيراز ببلاد فارس حيث عينه أهل شيراز كملك للبلاد.[بحاجة لرقم الصفحة]

### اقتباسات
1. ↑  المجموعات العرقية في تنزانيا, الموسوعة الحياتية في شرق أفريقيا, accessed 28 June 2010 نسخة محفوظة 16 سبتمبر 2017 على موقع واي باك مشين.
2. ↑  Horton & Middleton 2000: 20
3. ↑  Bakari 2001: 70
4. ↑  Horton & Middleton 2000: 52
5. ↑  Nimtz 1980: 4
6. ↑  المعلم، هاشم بن محمد (2009). "المفاخر السامية في ذكر تاريخ سلاطين جزر القمر". دمشق، سوريا: الدار العالمية.